# 오카무라 다이하치
오카무라 다이하치(일본어: 岡村 大八, 1997년 2월 15일~)는 일본의 축구 선수이다.

## 구단 경력
그는 2019년 J3리그의 더스파구사쓰 군마에 입단했다. 8월 일본 풋볼 리그의 테게바자로 미야자키로 임대 이적했다. 2020년 J2리그의 더스파구사쓰 군마로 복귀했다. 2021년 J1리그의 홋카이도 콘사돌레 삿포로로 이적했다. 2024년까지 111경기에 출전하여, 5득점을 넣었다. 2025년 FC 마치다 젤비아로 이적했다.